# Circo Soledad
Circo soledad es el nombre del decimoquinto álbum de estudio del cantautor guatemalteco Ricardo Arjona, publicado el 21 de abril de 2017. Se trata de una producción de Arjona con la colaboración de Dan Warner, Lee Levin y Tommy Torres, entre otros.
El álbum fue grabado en Londres, Nueva York, Miami, Nashville, Guatemala, Los Ángeles y Colombia. El viernes 10 de marzo fue el lanzamiento mundial de “Ella”, el primer sencillo y vídeo oficial de esta nueva producción discográfica.

## Lista de canciones
Todas las canciones escritas y compuestas por Ricardo Arjona. 
| N.º | Título                           | Duración |  |
| 1.  | «Circo Soledad (Intro)»          | 00:17    |  |
| 2.  | «Ella»                           | 03:17    |  |
| 3.  | «El Que Olvida»                  | 03:51    |  |
| 4.  | «Señorita»                       | 03:39    |  |
| 5.  | «Remiendo Al Corazón»            | 04:15    |  |
| 6.  | «Porque Puedo»                   | 03:17    |  |
| 7.  | «Hasta Que La Muerte Los Separe» | 04:13    |  |
| 8.  | «Vivir»                          | 04:16    |  |
| 9.  | «Sixto Pérez»                    | 05:47    |  |
| 10. | «El Cielo A Mi Favor»            | 03:48    |  |
| 11. | «Dime Tú»                        | 03:29    |  |
| 12. | «Correr»                         | 04:16    |  |
| 13. | «No Preguntes Cómo Estoy»        | 04:05    |  |
| 14. | «Circo Soledad»                  | 05:08    |  |

## Posicionamiento en listas
| Listas (2017)     | Mejor posición |
| ----------------- | -------------- |
| Argentina (CAPIF) | 1              |